# Hélos (Élide)
Ne doit pas être confondu avec Hélos en Laconie.
Hélos (en grec ancien : Ἕλος, signifiant« marais ») est une ville de l'ancienne Élide. Selon Homère, dans le Catalogue des navires de l'Iliade, où elle est nommée la « maritime », elle appartient à Nestor, roi de Pylos en Messénie. Elle est placée par certains critiques antiques sur l'Alphée, et par d'autres sur le marais d'Alorian, où se trouve alors un sanctuaire consacré par les Arcadiens à Artémis.